# Prezydium Bośni i Hercegowiny
Prezydium Bośni i Hercegowiny – kolegialny organ będący głową państwa Bośni i Hercegowiny.

## Historia
Historia Prezydium Bośni i Hercegowiny rozpoczyna się w 1974 roku, gdy na mocy konstytucji ówczesnej Socjalistycznej Republiki Bośni i Hercegowiny, utworzono nową instytucję kolegialną stojącą na czele tej republiki związkowej Jugosławii. Powstały organ składał się początkowo z 9 członków. W grudniu w 1990 roku zmniejszono go do 7 członków, po dwóch: Boszniaków, Serbów i Chorwatów oraz jednego przedstawiciela innych narodów. Obecny kształt Prezydencji został nadany na mocy podpisanego w Paryżu dnia 14 grudnia 1995 układu z Dayton.

## Struktura
Prezydium składa się zgodnie z art. 5 konstytucji, z trzech członków, będących przedstawicielami trzech grup narodowościowych państwa: 
- Boszniaka,
- Chorwata (wybieranego w powszechnych wyborach bezpośrednich z terytorium Federacji Bośni i Hercegowiny),
- Serba (wybieranego w taki sam sposób z terenów Republiki Serbskiej).

Pierwszych członków Prezydium wybrano na 2 lata, obecnie ich kadencja trwa 4 lata. Dopuszczalna jest jedna reelekcja poszczególnych osób. 
Członkowie Prezydium wybierają spośród siebie przewodniczącego, który wypełnia obowiązki protokolarne. Jego kadencja wynosi 8 miesięcy.

## Zadania i kompetencje
Prezydium jest odpowiedzialne m.in. za:
- prowadzenie polityki zagranicznej państwa,
- przyjmowanie i wysyłanie dyplomatów (spośród których nie więcej jak 2/3 może pochodzić z terytorium Federacji),
- reprezentowanie Bośni i Hercegowiny na arenie międzynarodowej,
- prowadzenie rokowań, negocjacji i za zgodą Zgromadzenia Parlamentarnego, ratyfikowanie umów międzynarodowych,
- wykonywanie decyzji parlamentu,
- proponowanie, na mocy propozycji Rady Ministrów, rocznego budżetu Zgromadzeniu Parlamentarnemu do przyjęcia,
- przedkładaniu parlamentowi rocznych zawiadomień o wydatkach Prezydium.

Prezydium nominuje Radę Ministrów, która obejmuje urząd po zaaprobowaniu jej przez Izbę Reprezentantów. 
3 sędziów Sądu Konstytucyjnego nominowanych jest przez prezesa Europejskiego Trybunału Praw Człowieka w porozumieniu z prezydencją.

## Przewodniczący Prezydium Bośni i Hercegowiny
Przewodniczący Prezydium: 
- mianuje
  - ministra spraw zagranicznych
  - ministra handlu zagranicznego.
- wręcza nominacje przewodniczącemu Rady Ministrów

## Składy Prezydium Republiki

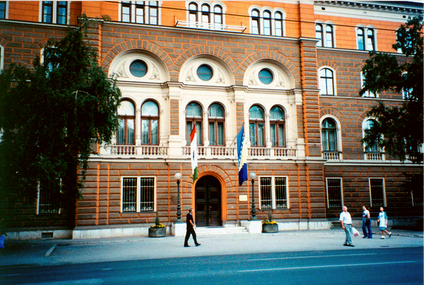
Siedziba Prezydium w Sarajewie

### 14 marca 1996 – 16 października 1998
- Alija Izetbegović (Boszniak)
- Momčilo Krajišnik (Serb)
- Krešimir Zubak (Chorwat)

### 13 października 1998 – 5 października 2002
- Alija Izetbegović (Boszniak) – 15 października 2000 zastąpił go Halid Genjac, a 30 marca 2001 Beriz Belkić
- Živko Radišić (Serb)
- Ante Jelavić (Chorwat) – 7 marca 2001 zastąpił go Jozo Križanović

### 5 października 2002 – 6 listopada 2006
Na mocy wyborów z 5 października 2002:
- Dragan Čović (Chorwat) – 9 maja 2005 odwołany ze stanowiska przez Wysokiego Przedstawiciela, na jego miejsce wybrany przez parlament, został Ivo Miro Jović (od 28 czerwca 2005)
- Mirko Šarović (Serb) – 2 kwietnia 2003 zrezygnował, na jego miejsce wybrany przez parlament został Borislav Paravac
- Sulejman Tihić (Boszniak)

### 6 listopada 2006 – 10 listopada 2010
Na mocy wyborów z 1 października 2006:
- Željko Komšić (Chorwat)
- Nebojša Radmanović (Serb)
- Haris Silajdžić (Boszniak)

### 10 listopada 2010 – 17 listopada 2014
Na mocy wyborów z 3 października 2010:
- Bakir Izetbegović (Boszniak)
- Željko Komšić (Chorwat)
- Nebojša Radmanović (Serb)

### od 17 listopada 2014 do 17 listopada 2018
Na mocy wyborów z 12 października 2014:
- Dragan Čović (Chorwat)
- Mladen Ivanić (Serb)
- Bakir Izetbegović (Boszniak)

### od 17 listopada 2018 do 17 listopada 2022
Na mocy wyborów z 7 października 2018:
- Željko Komšić (Chorwat)
- Milorad Dodik (Serb)
- Šefik Džaferović (Boszniak)

### od 17 listopada 2022
Na mocy wyborów z 2 października 2022:
- Željko Komšić (Chorwat)
- Željka Cvijanović (Serb)
- Denis Bećirović (Boszniak)